# Драган Павлович
Драгослав Драган Павлович-Шиля (на сръбски: Драган Павловић Шиља) е югославски партизанин.

## Биография
Роден е през 1908 година в Белград, Сърбия. Баща му е виден търговец. Завършва гимназия, а след това учи технически науки в Белградския университет. Там става привърженик на ЮКП. Неговият апартамент в Белград служи за срещи на много комунисти. През 1936 година влиза официално в ЮКП. Скоро югославската полиция му влиза в следите. Арестуван е и осъден по закона за защита на държавата на две години затвор, които излежава в затвора в Марибор.
След излизането си от затвора се завръща в Белград и е направен секретар на Покрайненския комитет на ЮКП за Сърбия. Отделно става и секретар на ЦК на Червения кръст. Под неговото ръководство организацията се разширява.
През юни 1941 година като инструктор на ЦК на ЮКП е изпратен в Македония. Там се опитва да накара Покрайненския комитет на Македония начело с Методи Шаторов да започне въоръжена борба срещу българските военни части, но Шаторов, Коце Стояновски и Перо Ивановски му се противопоставят. Заедно с представителя на БКП Петър Богданов решава да изкачат решението на Коминтерна по въпроса и да не разпускат областния комитет. В писмо от 29 октомври 1941 година до Централния комитет на Югославската комунистическа партия пише за голямата омраза към Югославия и многобройността на българофилските елементи във Вардарска Македония. След работата си в Македония заминава за Западна Сърбия, където влиза в първи шумадийски партизански отряд. На 21 декември 1941 се създава първа пролетарска ударна бригада, а Шиля става политически комисар на пети (шумадийски) батальон в нейния състав.
Убит е на 21 януари 1942 година на гарата в Пеновац в престрелка с немски войски. С решение на Президиума на СФРЮ от 21 декември 1955 година е провъзгласен за народен герой на Югославия
Внук на Драган Павлович е северномакедонският журналист Драган Павлович–Латас, главен редактор на телевизия „Сител“, една от най-гледаните в Северна Македония.